# ويليام توماس (ممثل)
ويليام توماس (بالإنجليزية: William Thomas)‏ هو ممثل بريطاني، ولد في 1947.

## وصلات خارجية
- ويليام توماس على موقع IMDb (الإنجليزية)
- ويليام توماس على موقع قاعدة بيانات الفيلم (الإنجليزية)